# Fernando Álvarez de Toledo
Don Fernando Álvarez de Toledo y Pimentel, tredje hertug af Alba (født 29. oktober 1507 i Kastilien, død 11. december 1582 i Lissabon) var en spansk adels- og militærmand, der fik tilnavnet "jernhertugen" af protestanterne på grund af hans hårde styre og felttog under firsårskrigen i Holland.

## Hans liv
Alba fik tidligt af sin bedstefar Fadrique Álvarez de Toledo en militær uddannelse og deltog i 1525 i slaget ved Pavia og i 1535 var han med i belejringen af Tunis. I 1547 udmærkede han sig i slaget ved Mühlberg, hvor det lykkedes at besejre Johann Fredrik I af Sachsen.
I 1552 ledede Alba en hær, som invaderede Frankrig, men han opnåede ikke at erobre Metz trods flere måneders belejring. Han blev forflyttet til Italien. Dér blev han øverstkommanderende for alle kejserens styrker, men havde ikke held med at nedkæmpe franskmændene.

## Spansk statholder
I 1567 sendte den spanske kong Filip Alba en hær på 12.000 mand til sin halvsøster, Margrete af Parma, der var guvernør i Nederlandene, for at knuse protestanternes oprør. Han overtog kort efter Margretes embede. I december 1573 blev don Luis de Requesens y Zuñiga Alba spansk guvernør i Nederlandene. Alba ønskede det af helbredsmæssige årsager, og fordi han ikke kunne knuse oprøret i Nederlandene.
Tilbage i Spanien blev Alba godt modtaget af kongen, men efter at sønnen don Fadrique blev indblandet i en uheldig kærlighedsaffære, blev Alba forvist fra hoffet. Han trak sig tilbage til sit slot i Uzeda.

## Hans sidste år
I 1580 gjorde krigen mod Portugal, at Alba igen blev indkaldt til kongens tjeneste, for at hans hårde metoder kunne knuse portugiserne. Alba slog António 1. af Portugal i slaget ved Alcântara, og det lykkedes at vinde Portugal for den spanske krone. Han erobrede enorme skatte under indtoget i Lissabon, og han lod sine tropper plyndre byens forstæder og omegn.
Alba fik imidlertid kun kort tid til at nyde sin succes. Han døde i Lissabon den 11. december 1582.
1. ↑  Navnet er anført på bokmål og stammer fra Wikidata hvor navnet endnu ikke findes på dansk.
2. ↑  Navnet er anført på svensk og stammer fra Wikidata hvor navnet endnu ikke findes på dansk.
3. ↑  Navnet er anført på engelsk og stammer fra Wikidata hvor navnet endnu ikke findes på dansk.